# Mięśnie skręcające

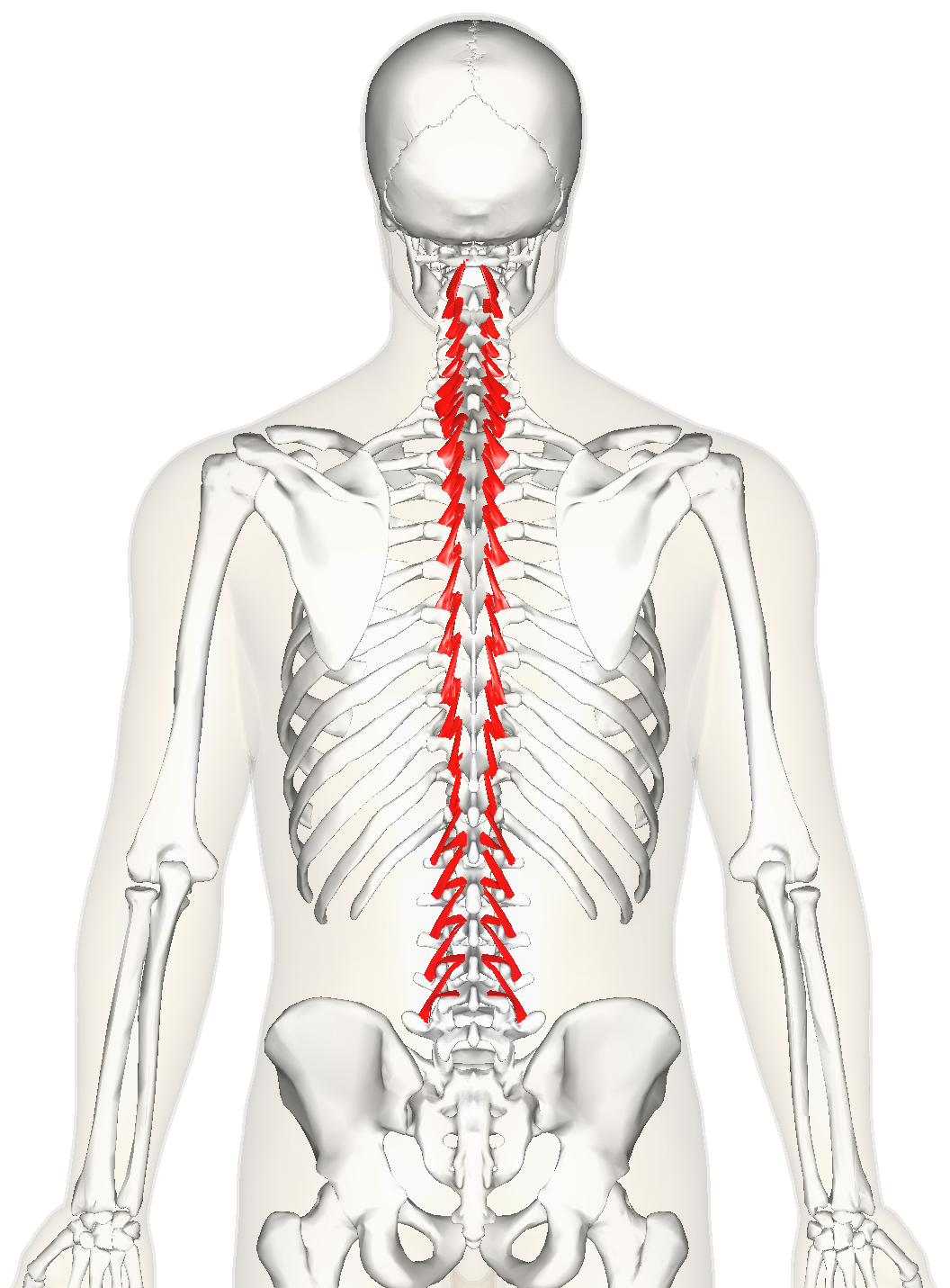
Mięśnie skręcające

Mięśnie skręcające (łac. musculi rotatores) – w anatomii człowieka grupa małych mięśni zaliczanych do grupy długich głębokich mięśni grzbietu. Położone są na całej długości kręgosłupa, ale w części piersiowej są najsilniej rozwinięte. Przykryte są przez mięsień wielodzielny. Wyróżnia się wśród nich mięśnie skręcające krótkie (musculi rotatores breves), łączące sąsiadujące kręgi, i mięśnie skręcające długie (musculi rotatores longi), mijające jeden kręg i kończące się dopiero na kolejnym. W części lędźwiowej zaczynają się na wyrostkach suteczkowatych, w części piersiowej na wyrostkach poprzecznych, a w części szyjnej na wyrostkach stawowych dolnych. Wszystkie kończą się u nasad wyrostków kolczystych. 
Unerwione są przez przyśrodkowe gałązki od gałęzi tylnych nerwów rdzeniowych C3–S4.
Ich funkcją w działaniu obustronnym jest prostowanie i utrzymywanie kręgosłupa, a w działaniu jednostronnym zginanie go w bok i obracanie w przeciwną stronę.